# Sebastiania pteroclada
Sebastiania pteroclada är en törelväxtart som först beskrevs av Johannes Müller Argoviensis, och fick sitt nu gällande namn av Johannes Müller Argoviensis. Sebastiania pteroclada ingår i släktet Sebastiania och familjen törelväxter. Inga underarter finns listade i Catalogue of Life.